# امیر شاهی

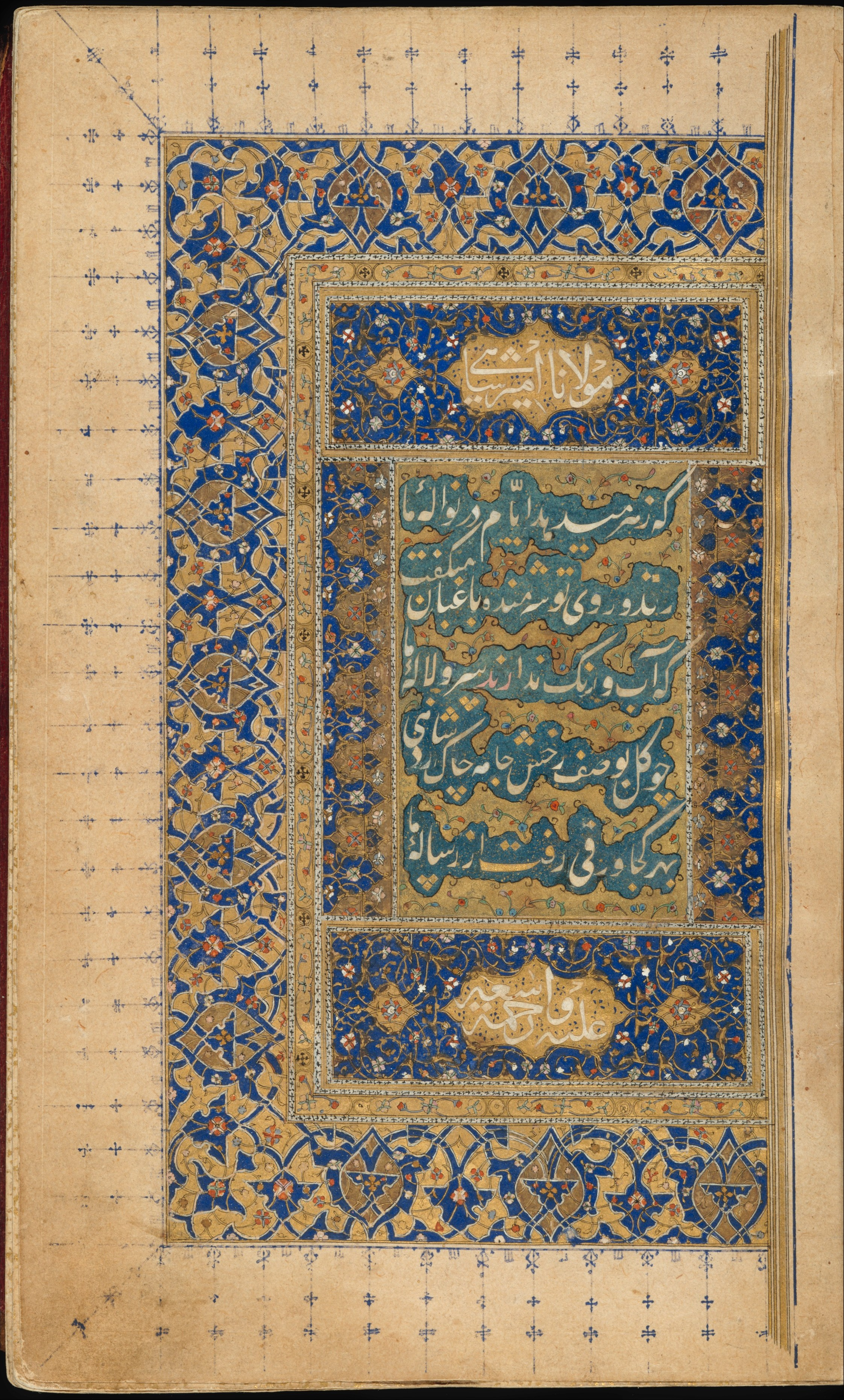
برگه‌ای از اشعار امیرشاهی

امیر آق‌ملک یا امیرشاهی سبزواری (زاده ۷۶۶ در سبزوار - درگذشت ۸۵۷ قمری/۱۴۵۲ م) متخلص به شاهی شاعر ایرانی است. سروده‌های او در قالب‌های غزل، قطعه، رباعی و قصیده و دربارهٔ عشق و عرفان است.

## زندگی
او فرزند جمال‌الدین فیروزکوهی سبزواری است. او در آغاز زندگی در هرات، به بایسنقرمیرزا خدمت می‌کرد. امیرشاهی از خاندان امرای سربداری سبزوار بود. آغاز جوانی را در هرات به آموختن دانش و هنر گذراند. سپس به دربار شاهزاده مشهور تیموری، بایسنقر میرزا پیوست.
امیر را مردی آراسته به هنرهای گوناگون چون شاعری، نقاشی، موسیقی دانی، خوش‌نویسی و جز آن دانسته‌اند. توانایی او در شعر و لطافت سروده‌هایش مورد ستایش معاصرین و نویسندگان و شعرای پس از وی قرار گرفته‌است.
شاعری نامدار چون جامی دربارهٔ شعر او می‌نویسد: «او را اشعار لطیف است، یکدست و هموار، با عبارات پاکیزه و پرچاشنی». وزیر ادیب و دانشمند هنرور و هنرمند پروری چون امیر علیشیر نوایی در پیرامون او نوشته‌است: «شعر او را در چاشنی و سلامت و لطافت احتیاج به تعریف نیست».
سرانجام آنکه دولتشاه سمرقندی، نویسنده «تذکرة الشعرا»، توصیف شعر او را به حد کمال رسانیده و نوشته‌است که سوز سخن امیر خسرو دهلوی و نازک‌خیالی کمال الدین اسماعیل و صفای سخن حافظ در شعر امیرشاهی جمع است و «همین لطافت او را کفایت است که در ایجاز و اختصار کوشیده …».
پس از ستیزی که میان او و بایسنقرمیرزا روی داد، امیرشاهی باقی عمر را در سبزوار به گوشه‌نشینی گذراند.
اگرچه گفته می‌شود که او در طول عمر خود بیش از دوازده هزار بیت شعر سروده، اما دیوان بازمانده از او شامل یکهزار بیت بیشتر نیست. جمعی بر آنند که دیوانش دست‌چینی است از بهترین آثار برگزیدهٔ خود او و بقیهٔ آثارش را به آب شسته‌است.
امیرشاهی موسیقیدان نیز بود و نوشته‌اند عود را نیکو می‌نواخت. او در نگارگری و تذهیب نیز استاد بود. امیر به سال ۸۵۷ ه‍.ق در استرآباد درگذشت و جنازه اش را به سبزوار بردند و در خانقاهی که نیاکانش برپا داشته بودند به خاک سپردند.
چند نسخه از «دیوان» او در کتابخانه کاخ گلستان موجود است. دیوان او را سعید حمیدیان تصحیح و منتشر کرده‌است.

## نمونه‌اشعار
| هرشب من و اندوه تو و گوشهٔ محنت |  | کاقبال نداند ره کاشانهٔ ما را   |
| آن بخت نداریم که یکشب مه رویت  |  | روشن کند این کلبهٔ ویرانهٔ ما را |